# Avatar: The Last Airbender (datorspel)
Avatar: The Last Airbender är ett datorspel baserat på den animerade TV-serien med samma namn. Det släpptes för konsolerna Game Boy Advance, Microsoft Windows, Nintendo GameCube, Nintendo DS, PlayStation 2, PlayStation Portable, Wii och Xbox.